# Distretto di Ban Phraek
Il distretto di Ban Phraek (in thailandese: บ้านแพรก) è un distretto (amphoe) della Thailandia, situato nella provincia di Ayutthaya.